# Convent de la Mercè de Perpinyà
El Convent de la Mercè era el convent de l'Orde de la Mercè de la ciutat nord-catalana de Perpinyà, de la comarca del Rosselló.
Estava situat entre els carrers del Convent de la Mercè, del lloctinent Pruneta i la plaça del Cerer, a la part alta del barri de Sant Mateu.
Els mercedaris, oficialment monjos militars de l'Orde Reial i Militar de Nostra Senyora de la Mercè de la Redempció dels Captius, més conegut com a Orde dels Mercedaris o Orde de la Mercè, és un orde religiós que va ser fundat a Barcelona l'any 1218 per sant Pere Nolasc (un jove mercader de teles) amb el suport de Jaume I el Conqueridor i el bisbe Berenguer II de Palou. El seu objectiu era el de redimir els cristians captius dels musulmans; fins a l'any 1779 va aconseguir alliberar un total de 60.000 persones de la seva captivitat a les terres de l'Islam. Avui dia es dedica a l'assistència als necessitats ("captius" d'altre tipus: malalts, marginats, drogoaddictes, presos, etc.). Els seus membres reben els noms de mercedaris o mercenaris.

## Història
El convent va ser fundat a Perpinyà el 1227 pel mateix fundador de l'orde, Pere Nolasc. Va ser el primer orde religiós d'instal·lar-se a Perpinyà just quan aquesta vila començava la seva expansió. Ho va fer a la Colomina de Pere Comte de Salses, per una donació a l'orde del mateix possessor de la Colomina, aprofitant les dependències del vell monestir benedictí de Sant Martí, un priorat depenent de Sant Miquel de Cruïlles i de Sant Miquel de la Clusa, traspassat als mercedaris el 1266.
Van ser expropiats i foragitats del seu convent a causa del pla de Vauban de reforç de les fortificacions de Perpinyà. El convent, que no fou enderrocat, però quedà dins del recinte a ran mateix de la nova muralla del segle xvii, fou venut a particulars, els quals el van trossejar per a habilitar-hi habitatges particulars. Precisament per aquest fet romanen moltes restes del convent a l'interior de les cases de l'illot format pels carrers anteriorment esmentats. L'església de la Mare de Déu de la Mercè subsistí fins al 1972 transformada en taller de fusteria, i al final fou enderrocada en un moment que no suscità gaire reacció més que alguns articles de premsa. No se n'han conservat més imatges que les que a penes es poden percebre en algunes fotos aèries.

## L'església
Desapareguda el 1972 en una operació rècord, Marcel Durliat la descriu així: D'una manera brutal, s'acaba de procedir a Perpinyà a la destrucció de l'església de l'antic convent de la Mercè (prop de la plaça del Cerer). L'operació ha estat realitzada en un temps rècord per un bulldozer. El convent havia estat fundat el 1229 al peu del Puig del Rei. La seva església remuntava a finals del segle xiii o primers anys del XIV. Era un edifici rectangular, sense absis, els quatre trams del qual estaven separats per arcs de diafragma de mig punt. Sobre aquests suports reposava una coberta aparent amb els modillons ben motllurats. Utilitzat els darrers anys com talles de fusteria, l'edifici havia arribat en un estat quasi intacte. Amb ell desapareix un testimoni preciós de l'arquitectura catalana de l'Edat Mitjana.